# Šeme
Šeme je priimek več znanih Slovencev:
- Alojz (Louis) Šeme (1901—1983), pevovodja, skladatelj
- Blaž Šeme (*1974), slikar, restavrator, izr. prof. ALUO
- Daniela Šeme, redovnica, misijonarka
- Franc Šeme (1849—1912), vojak-polkovnik, poveljnik 97. pešpolka ("Dolharjev Obrst iz Gatine")
- Jože Šeme (1916—1998), generalmajor
- Katarina Šeme (*1993), ilustratorka, računalniška animatorka, striparka (avtorica risoromana Sumatra)
- Marija Šeme Baričevič (1927—2025), filmska igralka in TV režiserka
- Matej Šeme (1865—1941), železniški uradnik in politik (župan)
- Tamia Šeme, akrobatka
- Tanja Šeme (*1948), pedagoginja
- Tjaša Šeme (*1986), telovadka